# Gaïa
Gaïa o Gaïa Éditions es una editorial francesa fundada en 1991 en Larbey (Landas) por Susanne Juul y Bernard Saint-Bonnet.

## Historia
Susanne Juul, traductora de origen danés, fundó Gaïa Éditions en 1991 con su marido, Bernard Saint-Bonnet, profesor en Pau. La idea inicial fue acercarse a toda la literatura extranjera, de ahí su nombre, Gaia, Tierra en griego antiguo. Su primer libro, aparecido en septiembre de 1993, fue una colección de cuentos humorísticos breves del escritor danés Jørn Riel bajo el título La Virgen fría y otros cuentos. La literatura nórdica se convirtió entonces en su especialidad. Desde 1996, la editorial publica también autores franceses. Una de sus colecciones traduce literatura serbocroata e hizo algunas incursiones en otras literaturas, en particular por la literatura de habla inglesa.
En 2001, Gaïa Éditions lanzó la colección de novelas de suspense Gaïa polars, con la publicación de El lobo en el redil, primera novela de la serie “Varg Veum”, del noruego Gunnar Staalesen .
En 2003, lanzó la colección Taille unique publicando Naïf. Super., novela del noruego Erlend Loe. La colección destinada a la publicación de novelas sociales  finalizó en 2006.
En 2005, tras la crisis que afectó a su emisora-distribuidora, Gaïa Éditions se asoció con Actes Sud, de la que se benefició desde entonces del circuito de distribución. Actes Sud luego toma 73 % del capital de Gaïa.
Hasta julio de 2009, todas las obras publicadas por Gaïa Éditions en su colección de literatura general están impresas en papel rosa. Desde agosto de ese año, las obras se imprimen en papel de color crema, más ecológico.
Desde enero de 2009, la sede se trasladó a Montfort-en-Chalosse, en las Landas.

## Logo
El primer logo de Gaïa Éditions representa la tierra sobre un libro abierto. Desde 2009, su logo representa una rueda de arte popular.

## Catálogo
- Leif Davidsen
- Kjell Eriksson
- Knut Hamsun
- Jānis Joņevs
- Daniel Katz
- Erlend Loe
- Katarina Mazetti
- Vilhelm Moberg
- Jo Nesbø
- Morten Harry Olsen
- Jørn Riel
- Gunnar Staalesen
- Irina Teodorescu
- Herbjørg Wassmo

### Colecciones
- Literatura general
- Gaia polars